# Yesterday (EP)
Yesterday è l'undicesimo EP dei Beatles, pubblicato in Gran Bretagna il 4 marzo 1966. Tutti i quattro brani presenti erano stati già pubblicati in precedenza sull'album Help!.

## Tracce
1. Yesterday – 2:03 (Lennon/McCartney)
2. Act Naturally – 2:29 (Johnny Russell/Vonnie Morrison)
3. You Like Me Too Much – 2:35 (George Harrison)
4. It's Only Love – 1:54 (Lennon/McCartney)

## Musicisti
- George Harrison — chitarra solista; voce You Like Me Too Much
- John Lennon — voce, chitarra ritmica
- Paul McCartney — voce, basso; chitarra acustica in Yesterday
- Ringo Starr — batteria, percussioni; voce in Act Naturally